# Edward Braddock
Edward Braddock (Perthshire, januari 1695 - Braddock Road, 13 juli 1755) was een Britse militair en opperbevelhebber van de Dertien koloniën tijdens de Franse en Indiaanse Oorlog, in Europa ook wel bekend als de Zevenjarige Oorlog (1756-1763).
Hij werd bekend wegens zijn rampzalige expeditie in 1755 waarbij hij het door Franse bezette Fort Duquesne (hedendaagse centrum van Pittsburgh) over probeerde te nemen. Hierbij vielen meer dan 500 slachtoffers, waaronder hijzelf.

## Begin van zijn carrière
Braddock was de zoon van de gelijknamige generaal-majoor, Edward Braddock van de Coldstream Guards. Hij werd op 11 oktober 1710, op 15-jarige leeftijd, opgenomen in zijn vaders regiment. Braddock werd benoemd tot luitenant van de grenadiergroep in 1716 en op 26 mei 1718 duelleerde hij in Hyde Park met Colonel Waller. In 1736 promoveerde hij tot Captein (met de rang van luitenant-kolonel in het leger), majoor in 1743, en op 21 november 1745 werd hij gepromoveerd tot luitenant-kolonel van het regiment. Op 17 februari 1753 promoveerde hij tot kolonel van het 14th Regiment of Foot en in de jaren daarna tot generaal-majoor.

## Noord-Amerika
Kort nadat hij aangewezen werd leiding te nemen tegen de Fransen in Amerika arriveerde hij in Hampton op 20 februari 1755. Eenmaal daar, samen met 2 regimenten van Britse soldaten, ontmoette hij verschillende koloniale gouverneurs op het Congres van Alexandria op 14 april. Hij werd daar overgehaald flink naar de Fransen uit te halen. De plannen waren verschillende forten over te nemen. Een generaal uit Massachusetts zou Fort Niagara aanvallen, generaal William Johnson Fort Saint-Frédéric, kolonel Mockton Fort Beausejour en Braddock Fort Duquesne.

### Slag van Monongahela
Na enkele maanden van voorbereiding, werd hij gehinderd door administratieve verwarring. Ook was er gebrek aan middelen die eerder door de kolonialen waren beloofd. Braddock moest echter tóch de expeditie beginnen. George Washington diende als een vrijwillige officier in Braddocks regiment. Braddock nam enkele soldaten mee richting de Monongahela en liet de rest van zijn soldaten achter. De formatie kruiste de Monongahela op 6 juli 1755. Niet lang daarna kwamen ze in conflict met Indiaanse en Franse krachten die vanuit Fort Duquesne richting de rivier kwamen. Het eerste vuurgevecht dat plaatsvond was in het voordeel van de Britten, omdat hierbij een Franse commandant viel en als gevolg had dat sommige Canadese militie op de vlucht sloegen. De resterende groep indiaanse en Franse troepen reageerde snel met een flankerende beweging naar de Britse formatie en plaatste hen onder hevig kruisvuur. De Britse soldaten daarentegen reageerden slecht en raakten verward waarbij er paniek ontstond. De Britten probeerden te vluchten, maar stuitte op de eerder achtergebleven soldaten. Braddock probeerde keer op keer wanhopig zijn soldaten bijeen te krijgen en een formatie te vormen, maar tevergeefs. Braddock werd door zijn romp geschoten en raakte daarbij dodelijk gewond.
Hoewel de precieze oorzaak van de nederlaag tot op vandaag de dag worden besproken; een bijdragende factor was waarschijnlijk Braddock's onderschatting van hoe effectief de Fransen en indianen in een gevechtssituatie konden reageren, en hoe snel de discipline en de bestrijding van de effectiviteit van zijn eigen mannen konden verdampen.

### Dood
Hij werd door kolonel Nicholas Meriwether in veiligheid gebracht, maar overleed op 13 juli 1755, vier dagen na de veldslag. Braddock liet zijn ceremoniële sjerp die hij droeg tijdens de slag na aan Washington. Enkele van zijn laatste woorden waren: "Who would have thought?". Doorgaand werd gemeld dat Washington na de dood van Braddock nooit zonder deze sjerp ergens heen ging. Of het nou was als opperbevelhebber van het Continentaal Leger of tijdens zijn presidentiële bezigheden. De sjerp valt nog steeds te bezichtigen in Washington's huis op Mount Vernon.

George Washington had de leiding bij de begrafenisdienst, omdat de kapelaan zelf ernstig gewond was geraakt.
Thus died a man, whose good and bad qualities were intimately blended. He was brave even to a fault and in regular Service would have done honor to his profession. His attachments were warm, his enmities were strong, and having no disguise about him, both appeared in full force— George Washington

### Grafmonument

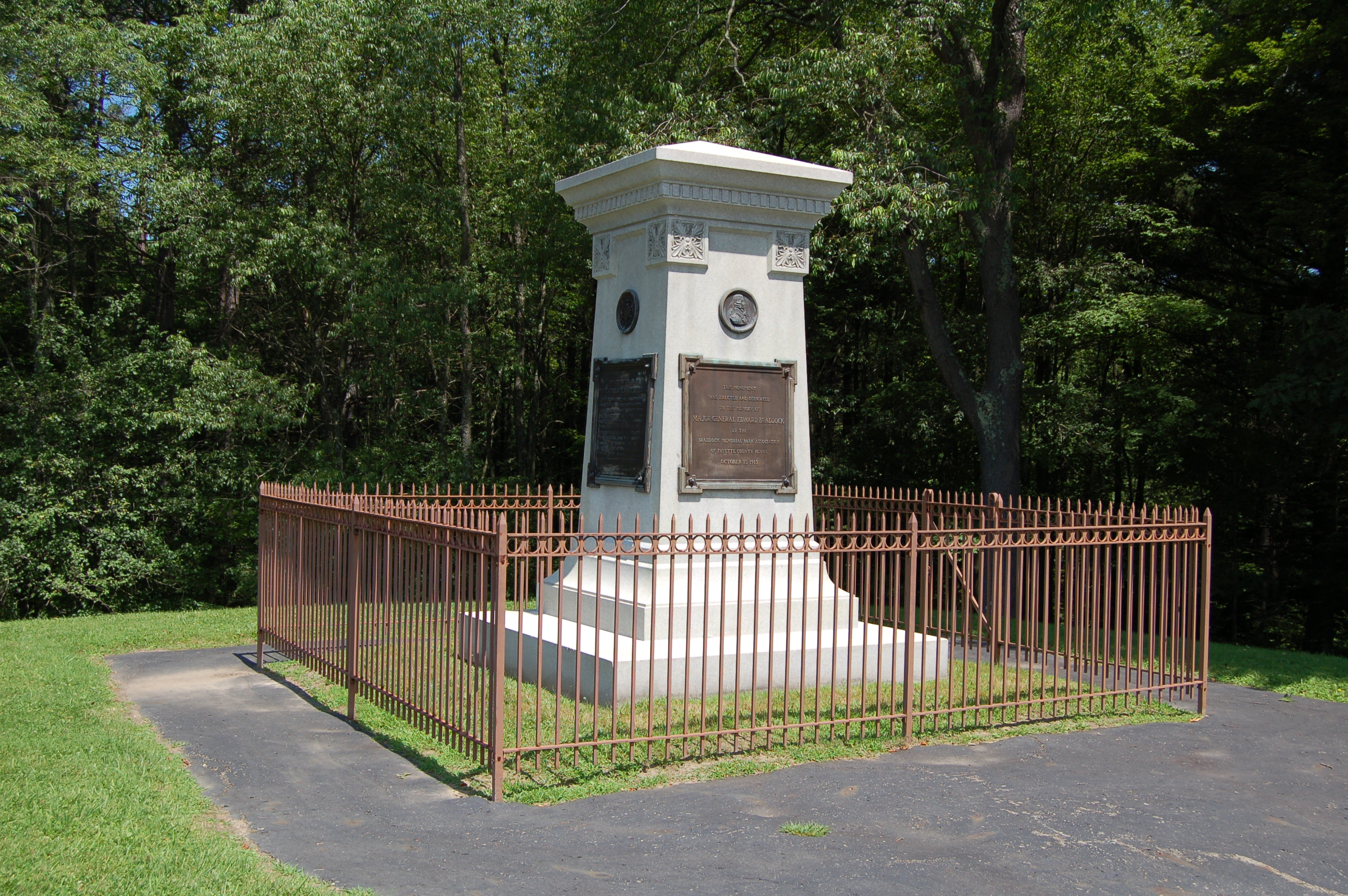
Het grafmonument van Braddock

Braddock werd ten westen van Great Meadows, veld van Fort Necessity, midden op de weg begraven. Het graf werd daarna overreden met een wagon om ontdekking van zijn lichaam te voorkomen. In 1804, niet ver van Great Meadows, werden er door wegwerkers menselijke resten gevonden op de plaats waar Braddock zou zijn begraven. Rondom de locatie werden verschillende kledingstukken en -accessoires gevonden. Aanvankelijk werden enkele stukken als souvenir gehouden. Toen Andrew Stewart, een lokale magistraat, hier kennis van kreeg, beval hij onmiddellijke terugkeer van het stoffelijk overschot. Naar verluidt werden sommige handbotten in het Peale Museum opgeslagen.
De resten die werden teruggevonden werden vervolgens opnieuw begraven op een klein heuveltje naast de weg. In 1913 werd daar het grafmonument van Braddock door de Coldstream Guards geplaatst, waar het nu de stille wacht houdt.

## Na zijn dood

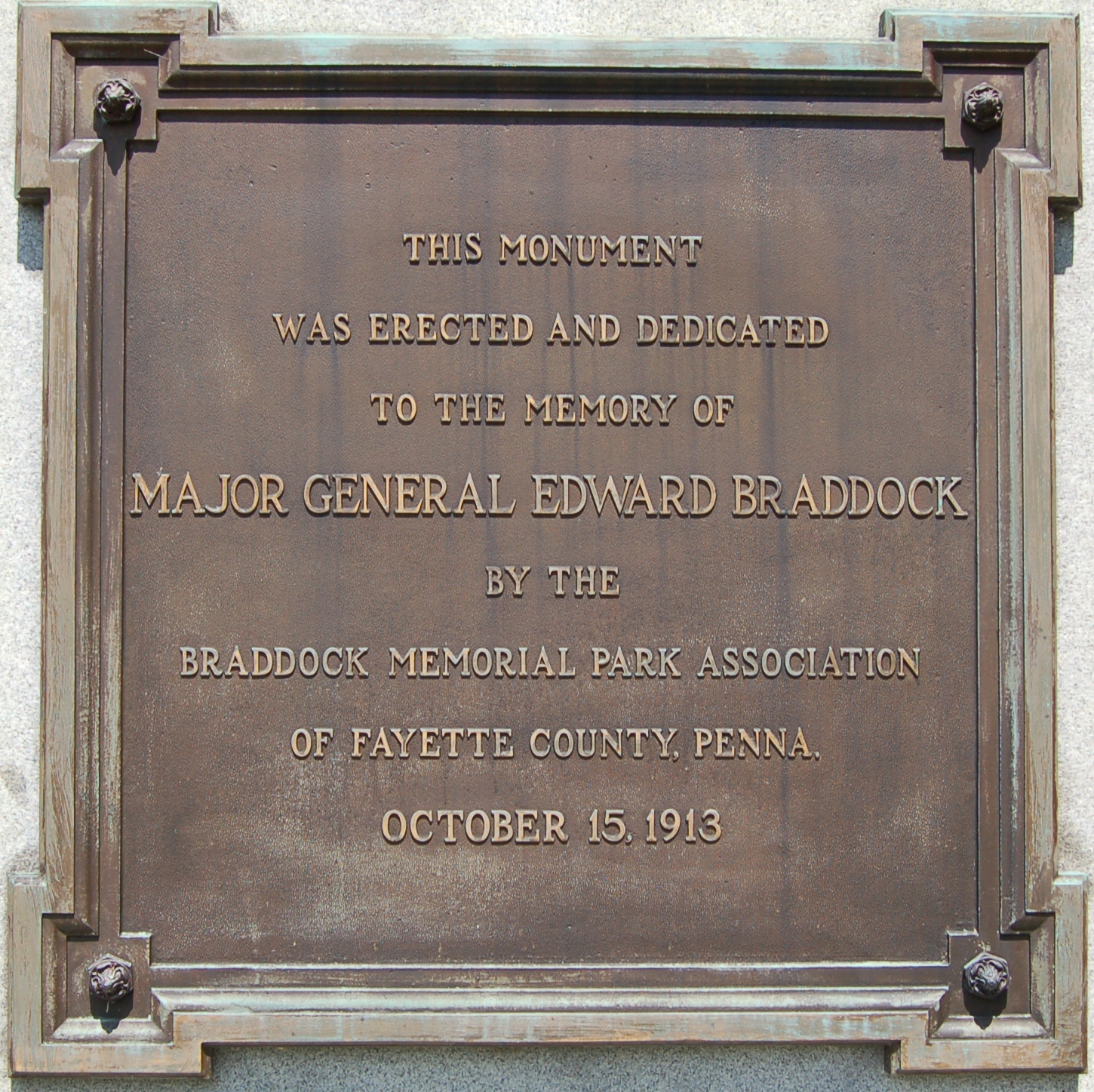
Dit monument werd opgericht en gewijd aan de nagedachtenis van generaal-majoor Edward Braddock door de Braddock memorial Park Vereniging van Fayette County, PENNA, 15 oktober 1913

- Generaal Braddock is een vijand in Assassin's Creed III. Hier moet de speler Braddock doden in de rampzalige expeditie, als Braddock net op de vlucht slaat. Aangenomen wordt echter dat Braddock door een fout het uniform van een reguliere soldaat aanheeft en er veel jonger uitziet dan hij daadwerkelijk was.
- Er zijn ook plaatsen naar Braddock vernoemd: Braddock, Braddock Hills, North Braddock, Braddock Road en Braddock Street in Winchester (Virginia).